# Pueblo (periódico)
Pueblo fue un periódico vespertino español que existió desde 1940, en medio de la dictadura franquista hasta 1984, bajo el gobierno del PSOE. El diario era propiedad de los sindicatos verticales del régimen y en su momento llegó a ser uno de los tres periódicos más importantes de la España franquista. 
La mayor parte de la información que daba en sus primeros años eran sucesos y deportes.

## Historia
Durante el breve periodo en que Gerardo Salvador Merino estuvo al frente de la Delegación Nacional de Sindicatos se crea en abril de 1940 un diario sindical, que acabaría configurándose definitivamente dos meses después bajo el nombre de Pueblo, dependiendo inicialmente de la Delegación Nacional de Prensa y Propaganda. El nuevo periódico se instaló en la sede del antiguo diario socialista Claridad, y de hecho inicialmente utilizó sus instalaciones. El primer director del diario fue el médico falangista Jesús Ercilla. Su primer número fue publicado el 17 de junio de 1940. En estos primeros años, tuvo una circulación de unos 25.000 ejemplares.
Contaban con uno de los mejores periodistas de la época, Ramón de la Torre, que elevó el nivel del periodismo futbolístico redactando sobre la segunda y tercera división, llamadas División la Torre. 
Una futura orden de noviembre de 1942 garantizaba una importante autonomía al aparato de propaganda sindical y un control efectivo sobre él de la Delegación Nacional de Sindicatos, práctica que se había iniciado bajo Salvador Merino pero que ahora recibía sanción legal. Durante los años de la Segunda Guerra Mundial, el diario mantuvo una línea editorial partidaria de la Alemania nazi, al igual que ocurría con Arriba, periódico cabecera de la prensa del Movimiento. En 1948, una resolución del «Movimiento» —con fecha de 16 de enero de 1948— estableció que el periódico pasara a depender directamente de la Delegación Nacional de Sindicatos. Entre 1946 y 1951 el diario estuvo dirigido por Juan Aparicio López.
Entre 1952 y 1974,  la dirección estuvo a cargo de Emilio Romero, cuyos artículos —ilustrados con un gallo— se hicieron popularmente conocidos como los «gallitos». Durante su etapa al frente de Pueblo, Emilio Romero consiguió que el diario fuera uno de los más leídos de la España franquista. Así, en estos años el diario Pueblo alcanzó una distribución de 200.000 ejemplares diarios, convirtiéndose en el tercer diario con mayor difusión nacional —por detrás de ABC y La Vanguardia Española—. En la primera mitad de 1972, se planteó lanzar diferentes ediciones regionales, siendo acogido este proyecto con hostilidad por la prensa regional.
A pesar de ser muy leído y de la presencia de conocidos autores en sus páginas, en su época fue asimilado a los tabloides populares europeos.
Una subjetiva descripción del diario "Pueblo" por el periodista Jesús Pardo medía por el mismo rasero a todos los profesionales que integraban la plantilla del rotativo, del que él mismo formó parte como corresponsal en Londres a partir de  los años 50 del siglo XX: 

La redacción del diario Pueblo se componía de desechos. Basta covachuela galdobarojiana cuyos inquilinos ni sabían escribir ni tenían otro sueño que el plurisueldo. El periodismo era para ellos simple trasvase de propaganda que ni siquiera se cuidaban en hacer digerible a sus lectores. Vivían pendientes de no irritar a ninguna de las múltiples autoridades: civiles, militares, religiosas, y a los numerosos gremios que acotaban sus parcelas contra la crítica del resto del país. Dirigentes sindicales de segunda, y aun de tercera, y ministros y jerarcas del partido único se arrogaban páginas enteras del periódico para sus más nimios discursos o gratuitas declaraciones, y ay de la errata que turbase la fluidez de sus periodos, porque al día siguiente había que reimprimir el discurso entero con enfáticas excusas. [...] Las comillas eran socorridísimo recurso para dar un tono pícaro o siniestro a cuanto la censura o el miedo impedían decir con claridad.

Entre 1960 y 1977, el diario dispuso de una edición regional para Andalucía (denominada Sur/Oeste), que estuvo dirigida hasta mediados de 1975 por el periodista sevillano Manuel Benítez Salvatierra. Posteriormente sería dirigida por Manuel Lorente. Esta sección continuaría existiendo hasta su desaparición el 16 de enero de 1977. A comienzos de la década de 1970 contó con un suplemento juvenil llamado El Cuco.
Con la llegada de la Transición y la desaparición del Sindicato Vertical, el diario pasó a quedar integrado en los llamados «Medios de Comunicación Social del Estado», aunque como una unidad diferenciada. Durante los siguientes años, Pueblo atravesó por evidentes dificultades frente a una competencia que crecía con fuerza y trató de frenar la pérdida de buena parte de sus antiguos lectores. Aduciendo fuertes pérdidas económicas, Javier Solana, entonces Ministro de Cultura del gobierno socialista de Felipe González, decidió su cierre en 1984. El último número salió el 17 de mayo de 1984. Muchos de sus periodistas, dirigidos por Emilio Romero, participaron en la revista La Jaula. Sin embargo, este proyecto fracasó, como lo haría el posterior intento de Romero de resucitar El Imparcial.
Según Arturo Pérez-Reverte:

esa redacción bohemia, irrepetible, donde se daban cita los mejores periodistas de España, los más brillantes y con menos escrúpulos que conocí en mi vida, capaces de sobornar, robar, mentir y vender a su madre a cambio de un gran reportaje, una exclusiva o una firma en primera página. (...)Pueblo era un patio de Monipodio que bullía de vida y personajes extravagantes; y algunos habrían dejado pálida la más atrevida película de José Luis Cuerda. Teníamos de todo: chicas guapas, chicas listas, chicas que a la vez eran listas y guapas, sabios, estafadores, putas, pistoleros, genios, lesbianas, poetas, taurinos corruptos y sin corromper, homosexuales, filósofos, golfos, tahúres, proxenetas, borrachos, delincuentes habituales e incluso a dos asesinos.

En 2023 el periodista Jesús Fernández Úbeda publica Nido de piratas. La fascinante historia del diario Pueblo, una biografía del periódico, con numerosas entrevistas a muchos de los que allí trabajaron.

## Colaboradores
En el diario Pueblo trabajaron periodistas como Andrés Aberasturi, Yolanda Alba,
Evaristo Acevedo, Serafín Adame,  Jesús María Amilibia, José Luis Balbín, Gonzalo de Bethencourt y Carvajal,  Fernando Cabezas (caricaturista), Raúl Cancio, José María Carrascal, Gonzalo Carvajal, Mery Carvajal,  Antonio Casado, Juan Luis Cebrián (que entró como redactor jefe), Manuel Cruz (su penúltimo director), Manuel Blanco Tobío, Elvira Daudet, José Luis Delgado García, Antonio Domínguez Olano, Antonio Echarri, Javier Figuero,  Forges, José María García, Eduardo García Rico, Antonio A. Giménez Barranco,  Juan Girón Roger Francisco González de Reguera, José Antonio Gurriarán ( su último director), Jesús Hermida, José Luis Martín (redactor jefe de economía), , Germán Lopezarias, Juan Ramón Lucas, Manuel Marlasca Cosme, Marino Gómez-Santos, Tico Medina, Felipe Mellizo, Julio Merino, Francisco Minaya, Manuel Molés, Rosa Montero, Javier de Montini,  José Luis Moreno-Ruiz,  Pilar Narvión, Alfonso Navalón, Julia Navarro, José Luis Navas, Jesús Pardo de Santayana , Arturo Pérez-Reverte, Juan Pla, José Antonio Plaza, Raúl del Pozo, Juan Francisco Puch, Javier Reverte, Carmen Rigalt, Vicente Romero, Martín Semprún, Vicente Talón Ortiz, Ramón de la Torre (la Torre), Pablo Torres, Rosa Villacastín, Yale, o Alfonso Zapater entre otros.